# Бунтов, Семён Демьянович
Семён Демьянович Бунтов — советский и российский юрист, кандидат юридических наук (1982), профессор (2002). С 2007 по 2012 годы — ректор Удмуртского государственного университета (УдГУ), в настоящее время — советник при ректорате УдГУ.
Почётный работник высшего профессионального образования Российской Федерации (2006), заслуженный юрист Удмуртской Республики (1994), заслуженный деятель науки Удмуртской Республики (2004), лауреат конкурса «100 лучших организаций России. Наука. Инновации. Научные разработки» в номинации «Учёный года 2010» (2010), почётный профессор УдГУ (2010).

## Биография
Семён Демьянович Бунтов родился в мае 1950 года в Горьковской области и рос в многодетной крестьянской семье. В 1965 году после 8-летней школы поступил в Горьковское речное училище имени И. П. Кулибина на специальность «Водные пути сообщения». Окончив его с отличием, в 1969 году был распределён в Казанский речной порт, где проработал в течение двух лет.
В 1970—1975 годах учился на юридическом факультете Казанского государственного университета, и в августе 1975 года по распределению был направлен в Ижевск на кафедру правоведения Удмуртского государственного университета, где работал старшим преподавателем, ассистентом кафедры, заместителем декана экономико-правового факультета. С 1979 по 1982 годы учился в аспирантуре МГУ на кафедре гражданского права. После защиты кандидатской диссертации на тему «Корыстные правонарушения в гражданском праве» вернулся в УдГУ; в 1983 году был назначен заместителем декана юридического факультета, а в 1988 — избран его деканом. Семён Демьянович стоял у истоков среднего профессионального образования в университете: будучи деканом юридического факультета, выступил инициатором открытия в 1995 году среднего гуманитарно-юридического колледжа при УдГУ.